# Леннарт Чиборра
Леннарт Чиборра (нім. Lennart Czyborra, нар. 3 травня 1999, Берлін, Німеччина) — німецький футболіст, фланговий захисник італійського клубу «Дженоа».

## Ігрова кар'єра

### Клубна
Леннарт Чиборра починав свою футбольну кар'єру в молодіжних командах німецьких клубів «Енергі» та «Шальке 04». Але першу гру на професійному рівні він провів у Нідерландах, влітку 2018 року у складі клубу «Гераклес».
У січні 2020 року Чиборра перейшов до італійської «Аталанти». До кінця сезону футболіст зіграв в основі лише один матч і на наступний сезон відправився в оренду у клуб «Дженоа». Після закінчення терміну оренди Чиборра підписав з клубом повноцінний контракт і одразу на півроку відбув в оренду до німецької «Армінії».

### Збірна
З 2016 по 2019 роки Леннарт Чиборра захищав кольори юнацьких збірних Німеччини.

## Особисте життя
Старший брат Леннарт Міхаель Чиборра також професійний футболіст, який грає в Регіональній лізі Німеччини.